# Marée de seringues
La marée de seringues (ou Syringe Tide en anglais) se réfère à une période de 1987 et 1988 durant laquelle une quantité significative de déchets médicaux et de toutes sortes se retrouvèrent sur les rives des plages de la communauté de Jersey Shore dans le comté de Monmouth au New Jersey.

## Dans la culture populaire
Il est considéré que c'est à cet incident spécifique que se réfère Billy Joel dans son hit du 1989 We Didn't Start the Fire dans la ligne « Hypodermics on the shores » (soit « aiguilles hypodermiques sur les grèves » en français). Cet évènement a aussi servi de base pour le livre The Great Syringe Tide de Barbara Ehrenreich.